# Obuzier „Saint Chamond” de 155 mm, model 1915
Obuzierul „Saint Chamond” de 155 mm, model 1915 (clasificarea franceză  Canon de 155 C modèle 1915 St. Chamond ) a fost un obuzier cu „tragere accelerată”, de fabricație franceză. :p. 54
Obuzierul s-a aflat în înzestrarea regimentelor de artilerie de câmp din Armata României, începând cu campaniadin anul 1917 din timpul Primului Război Mondial, când au fost primite din Franța un număr de 14 bucăți.  :p. 42

## Principii constructive
Obuzierul era destinat în principal pentru distrugerea fortificațiilor pasagere și a forței vii adăpostite a inamicului pe câmpul de luptă. Țeava era ghintuită, fiind construită din oțel forjat. Proiectilele erau explozive sau încărcate cu șrapnele. Pentru atenuarea reculului era folosit un sistem cu frână hidraulică. Obuzierul era montat pe un afet mobil cu două roți cu spițe din lemn, pentru transport montându-se un antetren cu roți identice. 